# Bernardino Machado
Bernardino Luís Machado Guimarães (Río de Janeiro, 28 de marzo de 1851-Oporto, 29 de abril de 1944) fue el tercer y octavo presidente electo de la República portuguesa. Estudió Filosofía y Matemáticas en la Universidad de Coímbra. Tuvo una importante repercusión como dirigente masón en la 'Loja Perseverança' del Grande Oriente Lusitano, llegando a ser presidente de la logia entre 1895 y 1899.
Tras la llegada de la república, fue nombrado ministro de Asuntos Exteriores y ministro del Interior y llegó a ser, más tarde, presidente de la República de Portugal dos veces. Primero del 5 de octubre de 1915 hasta el 5 de diciembre de 1917, cuando Sidónio Pais, al frente de una junta militar, disuelve el Congreso y lo destituye, obligándolo a abandonar el país.
Más tarde, en 1925, vuelve a la presidencia de la República, donde un año después, vuelve a ser destituido por la revolución militar del 28 de mayo de 1926, que instaura la Dictadura Militar.

## Primera elección presidencial
En 1915, Bernardino Machado fue elegido por el Congreso el 6 de agosto. En primera votación votaron 189 congresistas. Hubo tres escrutinios de votos:

### Primer escrutinio
- Bernardino Luís Machado Guimarães - 71 votos
- António Xavier Correia Barreto - 44 votos
- Abílio de Guerra Junqueiro - 33 votos
- Duarte Leite Pereira da Silva - 20 votos
- Augusto Alves da Veiga - 4 votos
- Pedro Martins - 1 voto
- José Caldas - 1 voto
- Votos en blanco - 15

### Segundo escrutinio
- Bernardino Machado - 75 votos
- Correia Barreto - 45 votos
- Guerra Junqueiro - 30 votos
- Duarte Leite - 19 votos
- Alves da Veiga - 2 votos
- Votos en blanco - 12

### Tercer escrutinio
- Bernardino Machado - 134 votos
- Correia Barreto - 18 votos
- Votos en blanco y nulos - 27

## Segunda elección presidencial
El Congreso de la República se reúne el 11 de diciembre de 1925 para efectuar la elección del Presidencia de la República. Fueron necesarias dos escrutinios.

### Primer escrutinio
- Bernardino Machado - 124 votos
- Duarte Leite - 33 votos
- Gomes Teixeira - 5 votos
- Betencourt Rodrigues - 1 voto
- Belo de Morais - 1 voto
- Afonso Costa - 1 voto
- Jacinto Nunes - 1 voto
- Votos en blanco - 4

### Segundo escrutinio
- Bernardino Machado - 148 votos
- Duarte Leite - 5
- Betencourt Rodrigues - 1
- Votos brancos - 6